# Frekvencijska modulacija
Frekvencijska modulacija (skraćeno FM) postupak je modulacije kod koje se informacija prenosi promjenom frekvencije prijenosnog signala. U analognoj tehnici trenutna vrijednost frekvencije prijenosnog signala ovisi o trenutnoj vrijednosti amplitude modulirajućeg signala. U digitalnoj tehnici vrijednosti frekvencije prijenosnog signala čine diskretan skup i skokovito se mijenjaju ovisno o vrsti modulacije (FSK, AFSK, MSK).
Najpoznatija primjena frekvencijske modulacije danas se koristi za prijenos analognog radija u frekvencijskom pojasu ultrakratkog vala (UKV, 87,5–108 MHz), a u prošlosti se koristila i za prijenos signala zvuka kod analogne televizije.